# Округ Махаска (Ајова)
Махаска (енгл. Mahaska County) је округ у америчкој савезној држави Ајова.

## Демографија
По попису из 2010. године број становника је 22.381, што је 46 (0,2%) становника више него 2000. године.
| Група             | 2000.          | 2010.          |
| Белци             | 21.609 (96,7%) | 21.242 (94,9%) |
| Афроамериканци    | 142 (0,6%)     | 254 (1,1%)     |
| Азијати           | 192 (0,9%)     | 255 (1,1%)     |
| Хиспаноамериканци | 190 (0,9%)     | 360 (1,6%)     |
| Укупно            | 22.335         | 22.381         |